# 方輿勝覧
『方輿勝覧』（ほうよしょうらん）は、南宋の祝穆（しゅくぼく）によって13世紀に編纂された地理書。70巻。州ごとに名所旧跡や有名人などを記している。

## 作者
祝穆の曾祖父の祝確は朱熹の母方の祖父であり、祝穆自身朱熹に学んだ。著書にはほかに類書『古今事文類聚』がある。

## 構成・特徴

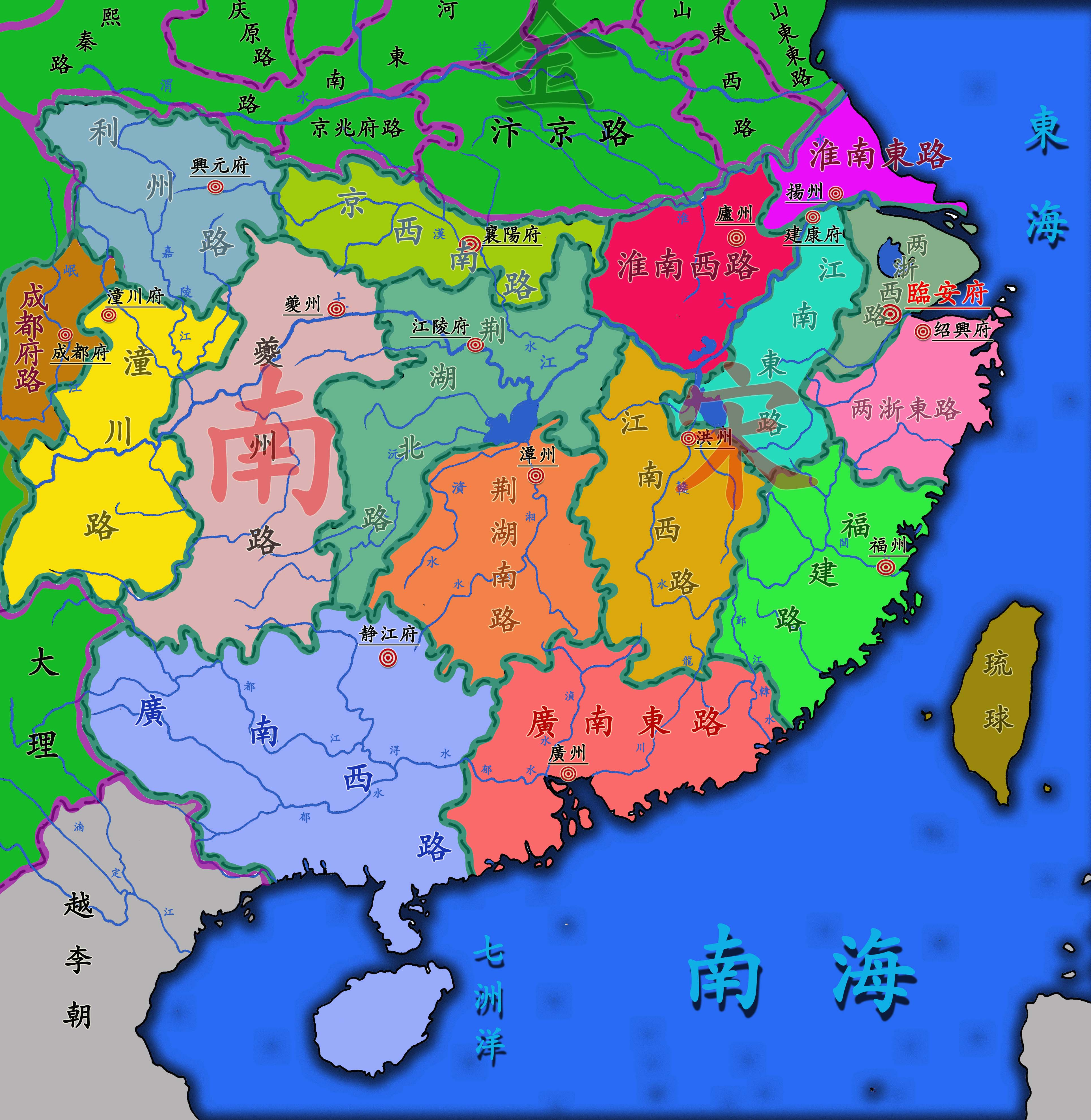
南宋の行政区分

『方輿勝覧』は70巻から構成される。南宋の17の路（浙西路、浙東路、福建路、江東路、江西路、湖南路、湖北路、京西路、広東路、広西路、淮東路、淮西路、成都府路、夔州路、潼川府路、利州東路、利州西路）の順に並んでおり、各路は州（府・軍）に分けられ、行在所の臨安府からはじまっている。記述は南宋の版図に限られ、北方については記されていない。
それぞれの州について、まず「建置沿革」を記し、ついで郡名・風俗・形勝・土産・山川・堂舎・楼閣・亭榭・館駅・橋梁・寺観・祠墓・古跡・名宦・人物・題詠などに分類して土地の名物を羅列し、説明を加えている。説明にはしばしば古今の文章や詩句の引用を含む。最後に「四六」と題してその州について詠んだ対句を羅列している。
通常の地理書で重視される里程、地勢、戸数などについてはほとんど記されておらず、地理書というよりは地域ごとに分類した類書に近い。

## テクスト
祝穆の原刻本は『新編四六必用方輿勝覧』と題し、嘉熙3年（1239年）に刊行された。日本の宮内庁書陵部が所蔵している。この本は前集43巻、後集7巻、続集20巻（一部のみ残る）の全70巻、および目録、引用した詩文の一覧、拾遺附録からなる。
祝穆の没後、咸淳3年（1267年）に子の祝洙（しゅくしゅ）によって500余条が増補された版が出版された。この本は『新編方輿勝覧』と題し、全70巻で、前集・後集・続集の区別は廃止されている。